# Uitlaatpoort
Een uitlaatpoort is in algemene zin een opening die een uitweg verschaft.
In specifieke zin vinden we de uitlaatpoort terug in tal van toepassingen, waar deze in alle gevallen een vergelijkbare functie vervult.
Bij de tweetaktmotor is het de opening in de cilinder van een, waarlangs de uitlaatgassen de cilinder verlaten. 

Met uitlaatpoort wordt ook de opening in de stoomschuif van een stoommachine aangeduid, waarlangs de gebruikte stoom weg kan stromen.